# Beatrix Schröer
Beatrix Schröer, bis 1986 Beatrix Lehmann (* 4. Mai 1963 in Meißen), ist eine ehemalige Ruderin aus der Deutschen Demokratischen Republik. 1988 gelang ihr im Achter der Olympiasieg.
Die Ruderin vom SC Einheit Dresden wurde 1980 Juniorenweltmeisterin im Doppelvierer und siegte 1981 bei der Spartakiade im Doppelzweier und im Doppelvierer. In der Erwachsenenklasse wechselte sie dann in Riemenboote. 1985 gewann sie die DDR-Meisterschaft im Achter. Bei der Weltmeisterschaft 1985 in Hazewinkel belegte das Boot aus der DDR den zweiten Platz hinter dem Boot aus der UdSSR. Die Besatzung bestand aus Susann Heinicke, Gerlinde Doberschütz, Beatrix Lehmann, Martina Walther, Kathrin Thurm, Ute Stange, Kathrin Dienstbier, Carola Hornig und Steuerfrau Sylke Kretzschmar. 1986 ruderte sie im Vierer mit Steuerfrau; in der Besetzung Kerstin Spittler, Beatrix Lehmann, Corinna Scheid, Carola Lichey und Steuerfrau Sylvia Müller gewann das Boot bei der Weltmeisterschaft in Nottingham Silber hinter dem rumänischen Vierer. Bei der Weltmeisterschaft 1987 trat sie nach ihrer Heirat als Beatrix Schröer an und belegte mit dem Achter den vierten Platz.
1988 trat der Achter bei der DDR-Meisterschaft in der Besetzung Kerstin Spittler, Katrin Schröder, Annegret Strauch, Judith Zeidler, Anja Kluge, Ramona Balthasar, Beatrix Schröer und Ute Stange mit Steuerfrau Daniela Neunast an, dieses Boot siegte bei der DDR-Meisterschaft. Für die olympische Regatta in Seoul rückten Kathrin Haacker und Ute Wild für Spittler und Schröder ins Boot, der Achter gewann olympisches Gold vor den Booten aus Rumänien und China. Für diesen Sieg wurde sie mit dem Vaterländischen Verdienstorden in Gold ausgezeichnet.
Danach beendete Beatrix Schröer ihre Karriere als Leistungssportlerin und arbeitete als Krippenerzieherin in Dresden.